# Xiling (köping i Kina, Sichuan)
Xiling (kinesiska: 西岭镇, 西岭) är en köping i Kina. Den ligger i provinsen Sichuan, i den sydvästra delen av landet, omkring 81 kilometer väster om provinshuvudstaden Chengdu. Antalet invånare är 5 422. Befolkningen består av 2 517 kvinnor och 2 905 män. Barn under 15 år utgör 11,0 %, vuxna 15-64 år 72 %, och äldre över 65 år 15,0 %.
Genomsnittlig årsnederbörd är 1 431 millimeter. Den regnigaste månaden är juli, med i genomsnitt 351 mm nederbörd, och den torraste är januari, med 12 mm nederbörd.